# Виконт Дэвентри
Виконт Дэвентри (англ. Viscount Daventry) из Дэвентри в графстве Нортгемптоншир — наследственный титул в системе Пэрства Соединённого королевства. Он был создан 6 мая 1943 года для Мюриэль Фицрой (урожденной Дуглас-Пеннант) (1869—1962), в честь её покойного мужа, достопочтенного Эдварда Фицроя (1869—1943), спикера Палаты общин Великобритании с 1928 по 1943 год. Мюриэль Фицрой была сестрой Фрэнка Дугласа-Пеннанта, 5-го барона Пенрина (1865—1967), а Эдвард Фицрой был вторым сыном Чарльза Фицроя, 3-го барона Саутгемптона (1804—1872), праправнука Чарльза Фицроя, 2-го герцога Графтона (1683—1757).
В 1962 году леди Дэвентри наследовал её старший сын, Роберт Оливер Фицрой, 2-й виконт Дэвентри (1893—1986). Он был капитаном королевских ВМС. Его сменил его племянник, Фрэнсис Хамфри Морис Фицрой-Ньюдегейт, 3-й виконт Дэвентри (1921—2000). В 1936 году его отец Джон Морис Фицрой (1897—1976) принял дополнительную фамилию «Ньюдегейт» в честь своего тестя Фрэнсиса Ньюдегейта и унаследовал его поместье Арбери Холл.
По состоянию на 2024 год носителем титула являлся его сын, Джеймс Эдвард Фицрой-Ньюдегейт, 4-й виконт Дэвентри (род. 1960), который сменил своего отца в 2000 году.

## Виконты Дэвентри (1943)
- 1943—1962: Мюриэль Фицрой, 1-я виконтесса Дэвентри (8 августа 1869 — 8 июля 1962), дочь подполковника достопочтенного Арчибальда Чарльза Генри Дугласа-Пеннарта (1837—1884), супруга капитана достопочтенного Эдварда Элджернона Фицроя (1869—1943);
- 1962—1986: Роберт Оливер Фицрой, 2-й виконт Дэвентри (10 января 1893 — 7 мая 1986), старший сын предыдущей;
- 1986—2000: Фрэнсис Хамфри Морис Фицрой Ньюдегейт, 3-й виконт Дэвентри (17 декабря 1921 — 15 февраля 2000), старший сын коммандера Джона Мориса Фицроя Ньюдегейта (1897—1976), племянник предыдущего;
- 2000 — настоящее время: Джеймс Эдвард Фицрой Ньюдегейт, 4-й виконт Дэвентри (род. 27 июля 1960), старший сын предыдущего;
  - Наследник: достопочтенный Хамфри Джон Фицрой Ньюдегейт (род. 23 ноября 1995), единственный сын предыдущего.